# Оршанский детинец
Оршанский детинец — детинец древнерусской Рши (ныне Орши), впервые упомянутой летописью под 1067 годом.
Древнее городище находится на Замковой горе при впадении речки Оршицы в Днепр. Детинец имел треугольную форму с несколько округлёнными углами. По его краю был сооружён оборонительный вал, достигавший высоты 4 — 5 метров. Низ вала подпирался бревенчатой стенкой, закреплённой вкопанными столбами. Вдоль внутренней подошвы шла каменная вымостка. С напольной стороны детинец защищался оборонительным рвом шириной 14 метров и глубиной около 6 метров. Размеры площадки детинца составляли 100x75 м (около 0,57 га). Рядом с древним детинцем Орши издавна существовала пристань на Днепре.

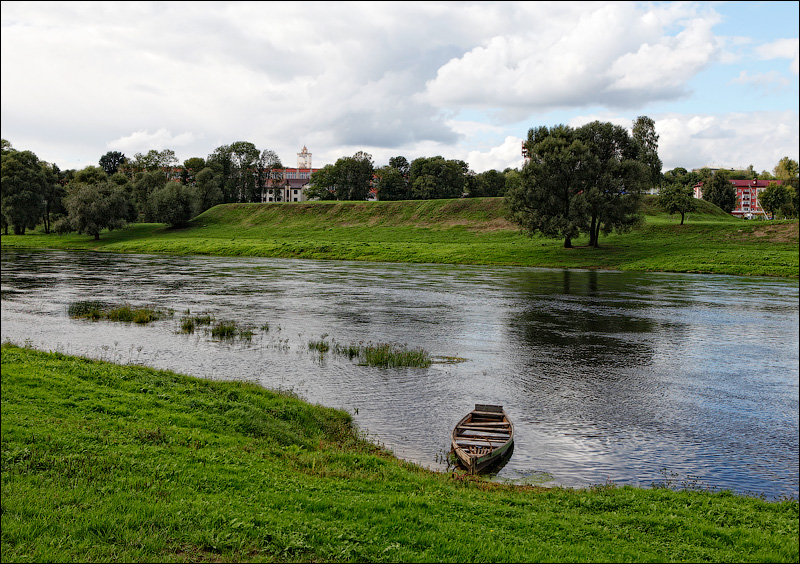
Вид Оршанского городища с противоположенного берега

Археологические исследования проводились А. Н. Лявданским, Ю. И. Драгуновым и Г. В. Штыховым. Культурный слой на Замковой горе составляет до 3,6 м и содержит разнообразные находки древнерусского времени, в том числе оружие, орудия труда, украшения и обломки посуды. В 1856 году во время строительных работ на детинце Орши найдена кольчуга со старославянскими надписями, ставшая уникальным экспонатом Государственного исторического музея в Москве. Обнаружены остатки наземных срубных жилищ и мощёных деревом дворов. Археологические материалы свидетельствуют о том, что Оршанский детинец был заложен во второй половине XI века. В эпоху Великого княжества Литовского близ прежнего деревянного детинца за рвом был построен каменный Оршанский замок.